# 켐니츠 리눅스 데이즈

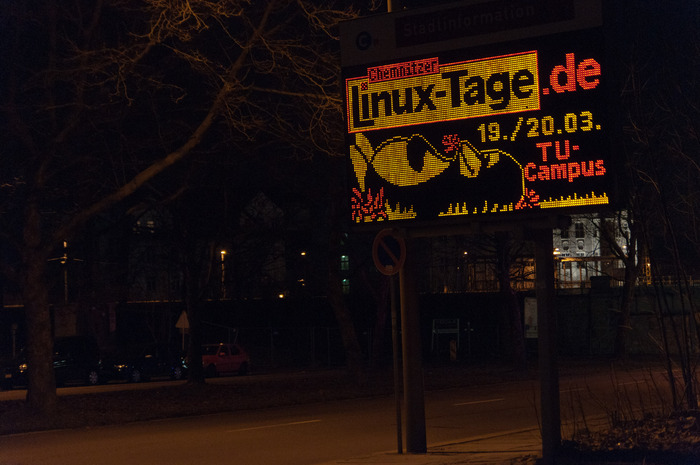
켐니츠 리눅스 데이즈 간판

켐니츠 리눅스 데이즈(독일어: Chemnitzer Linux-Tage, 영어: Chemnitz Linux Days)는 일반적으로 리눅스와 자유 소프트웨어에 초점을 둔 연례 행사이다. 독일 동남부 작센주에 위치한 케미츠 공과대학교(Technische Universität Chemnitz / TU Chemnitz)의 세미나 건물에서 치러진다. 토론, 프로젝트 부스(커뮤니티 프로젝트 및 FOSS 시장의 기업들에 의해), 워크숍, 설치 기업, 육아, 나이가 어린 방문객들을 위한 재밌는 교육 강의, 기술 헬프 데스크(Doctor Tux office)가 있다. 토론과 워크숍은 독일어로 진행되고, 일부는 영어로 개최되며 전문가와 엔트리 레벨 방문객들을 위한 다양한 주제를 다룬다.

## 역사
최초의 CLT는 1999년 개최되었으며, 토론 및 설치 기업과 함께하는 하루 동안 진행되는 행사였다. 약 700명의 방문객이 참석했다. 2000년 이후로 CLT는 3월 처음 2주 간 주말 행사로 치러지고 있다. 이 행사는 켐니츠 공과대학교의 전 학생들과 직원들, 특히 수학/컴퓨터 부문의 직원들에 의해 조직된다.

## 통계
| 번호 | 연도 | 날짜        | 방문객 | 강의                                                      | 워크숍                          | 링크 |
| ---- | ---- | ----------- | ------ | --------------------------------------------------------- | ------------------------------- | ---- |
| 1.   | 1999 | 3월 6일     | 700    | 20                                                        | none but install party          | 1999 |
| 2.   | 2000 | 3월 11-12일 | 1000   | 23                                                        | 1 (see Saturday / installation) | 2000 |
| 3.   | 2001 | 3월 10-11일 | 1200   | 40                                                        | 1 (see Saturday afternoon)      | 2001 |
| 4.   | 2002 | 3월 9-10일  | 1500   | 51                                                        | 7                               | 2002 |
| 5.   | 2003 | 3월 1-2일   | 1800   | 52                                                        | 8                               | 2003 |
| 6.   | 2004 | 3월 6-7일   | 2500   | 57                                                        | 10                              | 2004 |
| 7.   | 2005 | 3월 5-6일   | 2500   | 80                                                        | 12                              | 2005 |
| 8.   | 2006 | 3월 4-5일   | 2500   | 81                                                        | 12                              | 2006 |
| 9.   | 2007 | 3월 3-4일   | 2700   | 95                                                        | 15                              | 2007 |
| 10.  | 2008 | 3월 1-2일   | 2400   | 87                                                        | 13                              | 2008 |
| 11.  | 2009 | 3월 14-15일 | 2600   | 95                                                        | 14                              | 2009 |
| 12.  | 2010 | 3월 13-14일 | 2600   | 91                                                        | 15                              | 2010 |
| 13.  | 2011 | 3월 19-20일 | 2400   | 88                                                        | 15                              | 2011 |
| 14.  | 2012 | 3월 17-18일 | 2400   | 89                                                        | 15                              | 2012 |
| 15.  | 2013 | 3월 16-17일 | 2300   | 92                                                        | 13                              | 2013 |
| 16.  | 2014 | 3월 15-16일 | 2600   | 90                                                        | 14                              | 2014 |
| 17.  | 2015 | 3월 21-22일 | 3160   | 90                                                        | 14 (+5 CLT Junior (German))     | 2015 |
| 18.  | 2016 | 3월 19-20일 | 3100   | 88 (+12 Lightning-Talks)                                  | 9 (+7 CLT Junior (German))      | 2016 |
| 19.  | 2017 | 3월 11-12일 | 3200   | 88 (+15 Lightning-Talks)                                  | 12 (+8 CLT Junior (German))     | 2017 |
| 20.  | 2018 | 3월 10-11일 | 3400   | ~100 보관됨 2019-03-06 - 웨이백 머신 (+7 Lightning-Talks) | 12 (+7 CLT junior (German))     | 2018 |

## 같이 보기
- FrOSCon